# Jan Jans
Jan Jans (nascut el 1954) és un teòleg catòlic neerlandès.
Jans va estudiar la carrera de teologia catòlica.
Va obtindre una tesi doctoral amb el títol "Donum vitae in het licht van de fonamental moraaltheologie. Een onderzoek naar de tekst en de normatieve argumentatius van de Instructio més de eerbied voor het leven en beginnend menselijk de waardigheid van de voortplanting" va ser defensada en públic el 19 de juny de 1990 a la Universitat Catòlica de Lovaina, Facultat de Teologia.
Jansen fou membre de la Universitat Catòlica de Lovaina del 1985 al 1990. Professor adjunt de Teologia Moral a la Facultat de Teologia de Tilburg des de 1991 i des de 2006 professor titular a la Universitat de Tilburg. Fou Promocionat a professor associat l'1 de gener de 2009. Director del Centre d'Ètica Intercultural des de 2006 i director d'educació en el Departament d'Estudis religieuse i Teologia des de l'any 2007. Des de 2002, Jan ha mantingut una plaça de professor visitant a St Augustine College de Sud-àfrica a Johannesburg.

## Obres (Selecció)
- Mens, Machine, Mens. Nieuwe media en maatschappelijke relaties, (gemeinschaftlich mit C. Mast, W. Donk, J. van de Hemels) Valkhof Pers., (Annalen van het Thijmgenootschap 89/3), Nimega 2001
- La régulation des naissances à Vatican II: une semaine de crise. Peeters, (Annua nuntia Lovaniensia 43), Leuven 2002
- Für die Freiheit verantwortlich, Festschrift für Karl-Wilhelm Merks zum 65. Geburtstag, Acad. Press, Freiburg, Schweiz 2004
- Twee geboden of tien? Een bundel moraaltheologische teksten en artikelen geschreven door A.L.M. Wouters, Tilburg: Dept. Religiewetenschappen en Theologie, Universiteit van Tilburg 2007
- Societas Ethica Annual/Jahrbuch 2008, Societas Ethica, (Ethics of Life Sciences, 45), Lausanne 2008